# Anastasius Grün
Anton Alexander von Auersperg (Laibach, 11 de abril de 1806 – Graz, 12 de setembro de 1876; pseudônimo: Anastasius Grün, em esloveno:  Zelenec) foi um poeta e político liberal austro-húngaro; foi considerado um paladino da liberdade no tempo do Vormärz.

## Biografia
Ele nasceu em Laibach (Liubliana), e foi chefe do ramo Thurn am Hart/Krain, uma linhagem cadete carniolense da casa de Auersperg. Recebeu sua educação universitária inicialmente em Graz e, posteriormente, na Universidade de Viena, onde estudou jurisprudência. Em Viena se encontrou com o colega e compatriota carniolense France Prešeren, que viria a se tornar o poeta nacional dos eslovenos. Os dois estabeleceram uma estreita amizade que durou até a morte de Prešeren em 1849. Prešeren dedicou também um curto poema irônico para Auersperg, intitulado Tri želje Anastazija Zelenca ("Os três desejos de Anastácio Verde"), no qual ele zomba do estilo de vida boêmio do amigo.
Em 1830, Auersperg recebeu de herança a sua propriedade ancestral, e em 1832 apareceu como membro do Estamento de Carníola no Banco dos Lordes da dieta em Laibach. Aqui, ele se distinguiu por sua crítica sincera ao governo austríaco, liderando a oposição do ducado contra as extorsões do poder central. Em 1832, foi lhe conferido o título de “camareiro imperial”, e em 1839 casou-se com Maria Rosalia, filha do Conde de Attems-Heiligenkreuz.
Depois da Revolução de 1848 em Viena, ele representou o distrito de Laibach no Parlamento de Frankfurt, para o qual ele tentou em vão convencer seus compatriotas eslovenos a enviarem representantes. Porém, depois de alguns meses, desgostoso com o desenvolvimento violento da revolução, ele renunciou ao seu posto, e novamente se retirou para a vida privada. Em 1860, foi convocado pelo imperador Francisco José I para fazer parte do remodelado Parlamento imperial, e no ano seguinte, nomeou-o membro vitalício da Câmara alta austríaca (Herrenhaus), onde, enquanto manteve-se um sustentador perspicaz do império centralizado alemão, contra o federalismo dos eslavos e magiares, distinguiu-se muito como um dos defensores mais intrépidos e influentes da causa do liberalismo, tanto em questões políticas, quanto religiosas. Serviu também na dieta de Carníola, onde esteve entre os líderes dos constitucionalistas austríacos em Carníola, juntamente com Karel Dežman.

## Obra literária

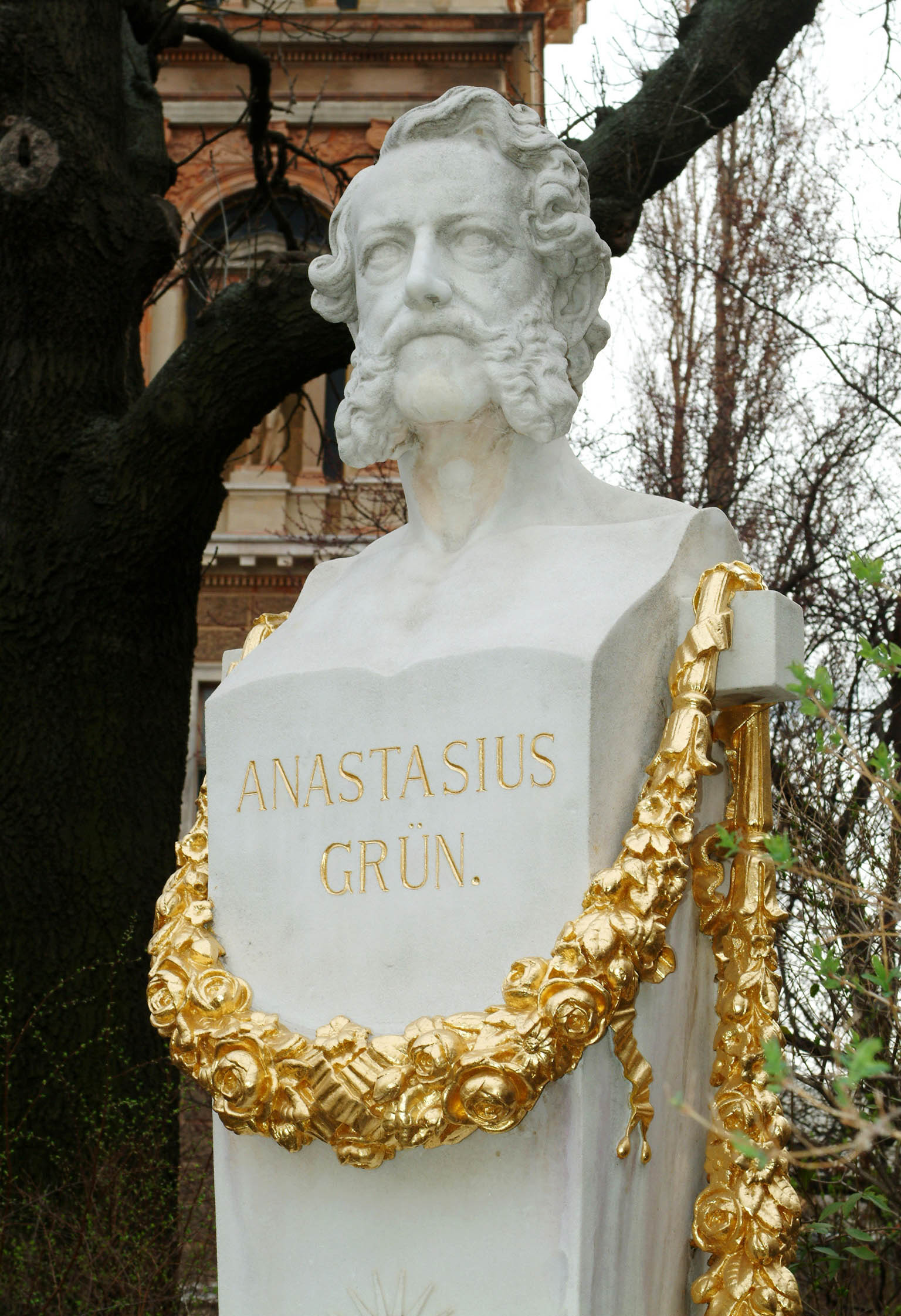
Monumento a Anastasius Grün, por Karl Schwerzek (1891) na Schillerplatz, Viena.

A primeira publicação do Conde de Auersperg, uma coleção de poesias, Blätter der Liebe (1830), mostrou pouca originalidade; mas a sua segunda produção, Der letzte Ritter (1830), trouxe à luz a sua genialidade. Ela celebra os feitos e aventuras do imperador Maximiliano I (1499-1519) em um ciclo de poemas escritos na forma estrófica da Canção dos Nibelungos. Mas a fama de Auersperg repousa quase exclusivamente em sua poesia política; duas coleções intituladas Spaziergänge eines Wiener Poeten (1831), um ataque contra o regime de Metternich, e Schutt (1835) causaram sensação na Alemanha por sua originalidade e corajoso liberalismo. Estes dois livros, que são notáveis, não apenas por suas opiniões francas, mas também pela sua versificação fácil e imagens poderosas, foram os precursores da poesia política alemã de 1840-1848.
Sua Gedichte (1837), quando muito, aumentou a sua reputação; seus épicos, Nibelungen im Frack (1843) e Pfaff vom Kahlenberg (1850), são caracterizadas por um humor irônico sofisticado. Produziu também traduções magistrais das canções populares eslovenas de Carníola (Volkslieder aus Krain, 1850), e de poemas ingleses relacionados a Robin Hood (1864). Traduziu ainda vários poemas de France Prešeren para o alemão.
As Sämtliche Werke (obras completas) de Anastasius Grün foram publicadas por Ludwig A. Frankl em cinco volumes (Berlim, 1877); a Briefwechsel zwischen A. G. und Ludwig Frankl (correspondência entre A. G. e Ludwig Frankl) foi publicada em Berlim, em 1897. Uma seleção de seu Politische Reden und Schriften foi publicada por S. Hock (Viena, 1906).